# 蕭憲章
蕭憲章，清朝政治人物。奉天明阳人，同進士出身。
同治十三年，登进士，先后任广西苍梧、武缘、宣化县知县，广西归顺州知州。